# 麥考密克展覽中心
麥考密克展覽中心（英語：McCormick Place）是北美佔地面積最大的展覽中心。 其包含四座互相連接的大樓及一座室內競技場。地理位置大約位於美國伊利诺伊州芝加哥市中心以南2英里（3.2），靠近密西根湖湖畔。麥考密克展覽中心作為大型展覽場地，經常舉辦大型貿易展覽和會議。其中一項最大型的年度展覽為每年二月舉辦的芝加哥車展、每年三月舉辦的國際家居和家庭用品博覽會及每年五月舉辦的全美餐飲業協會年度展覽。

## 歷史
早於1927年，來自芝加哥地區望族麥考密克家族、芝加哥論壇報的出版者羅伯特·麥考密克（Robert R. McCormick）便提倡出為芝加哥建立一座位於湖畔的展覽中心的概念。羅伯特·麥考密克後來於1955年逝世。直至1958年，以麥考密克命名的展覽中心終於動土興建。當時展覽中心時值為3,500萬美元並以1960年11月為目標完工日期。領導的建築師為Alfred Shaw。他同時亦為設計芝加哥商品市場的建築師。 展覽中心建築包含由建築師Edward Durell Stone設計的阿里皇冠劇院（Arie Crown Theater）。 其設計可容納5,000人，亦為當時芝加哥座位數量第二多的劇院，僅次於芝加哥上城劇院（Uptown Theatre）。展覽中心最終如期在1960年落成。

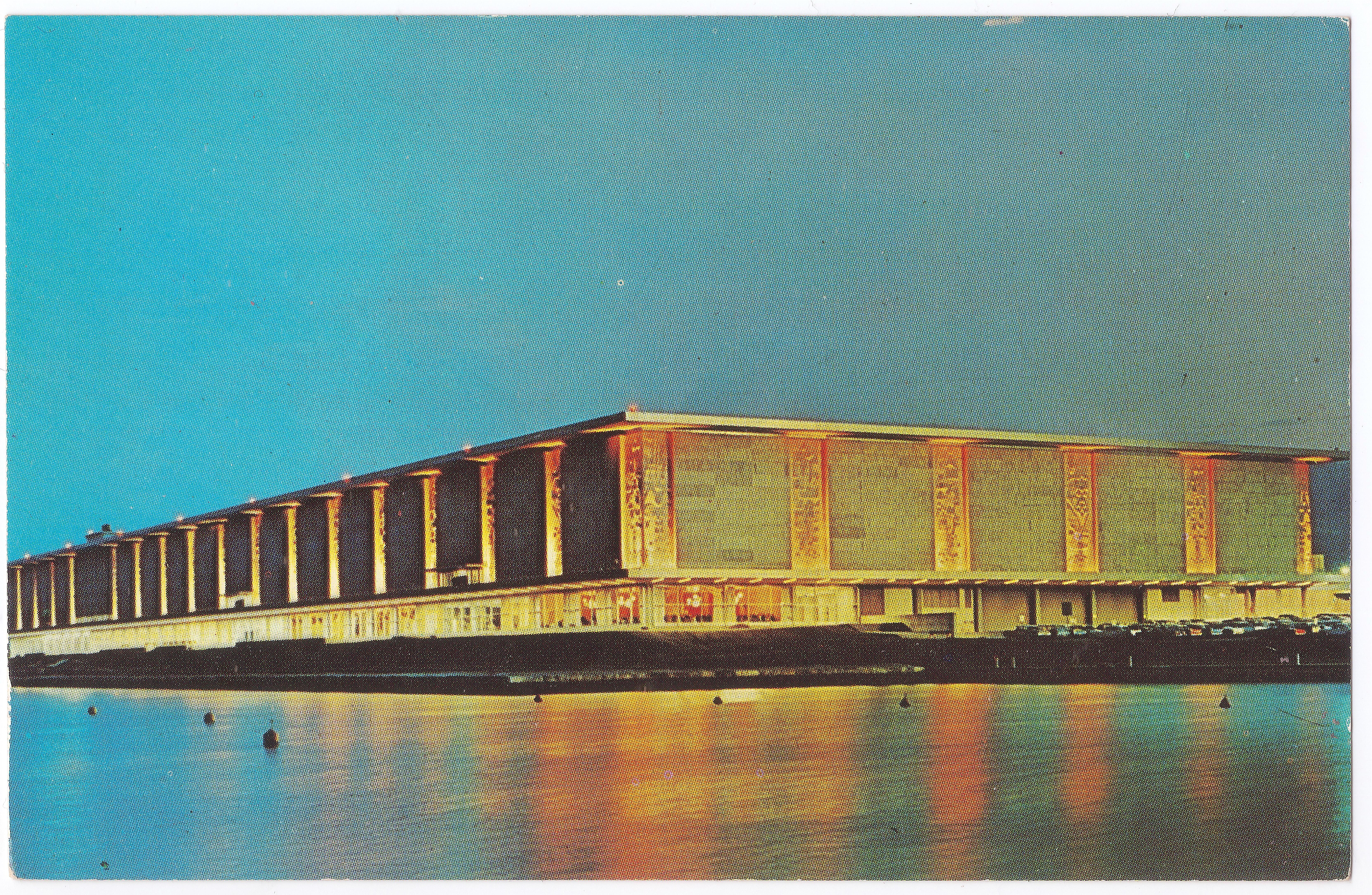
攝於1966年，維持最初建成模樣的麥考密克展覽中心。

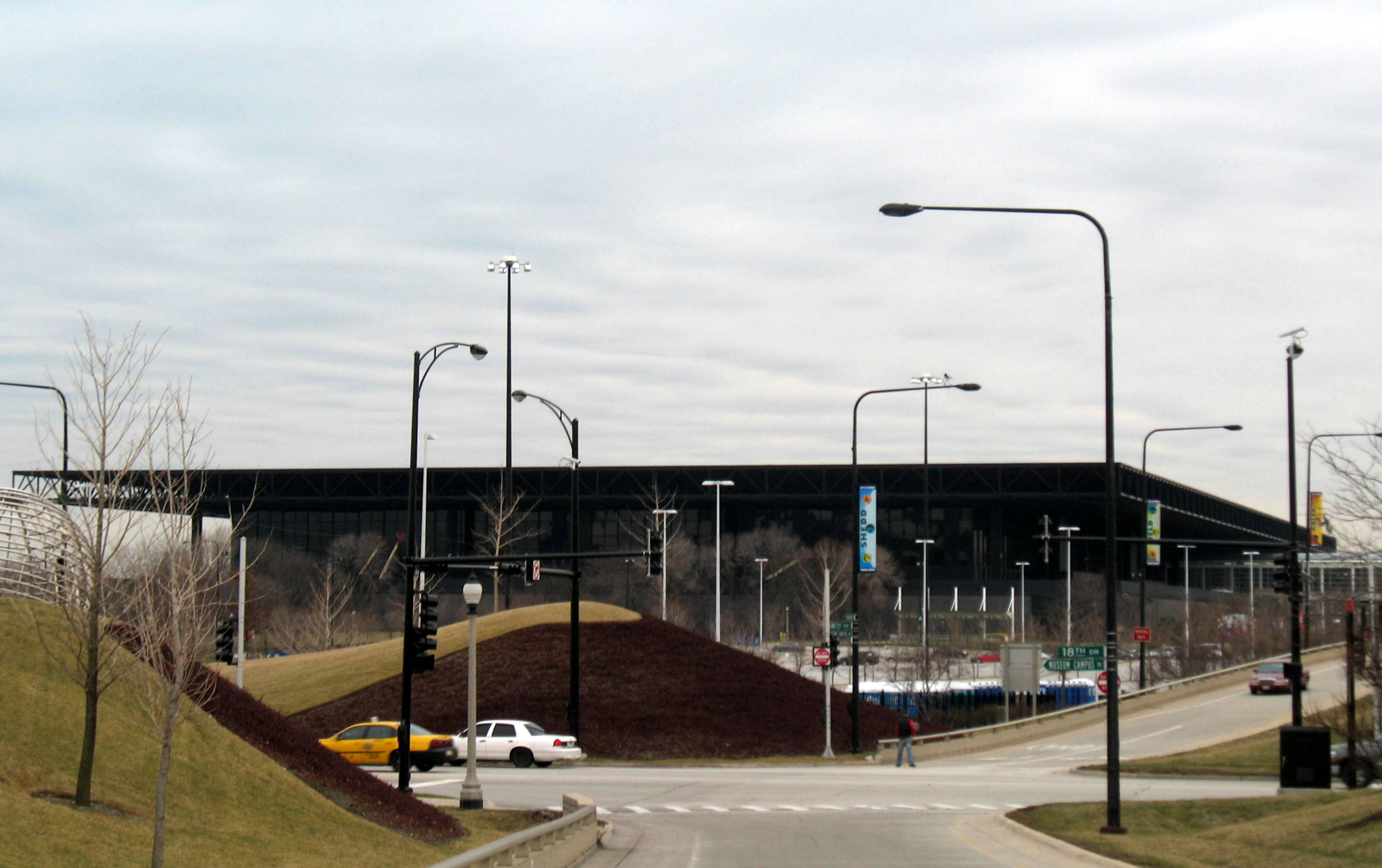
攝於2007年，從18街（18th Street）及湖濱大道（Lake Shore Drive）向南觀望的麥考密克展覽中心。

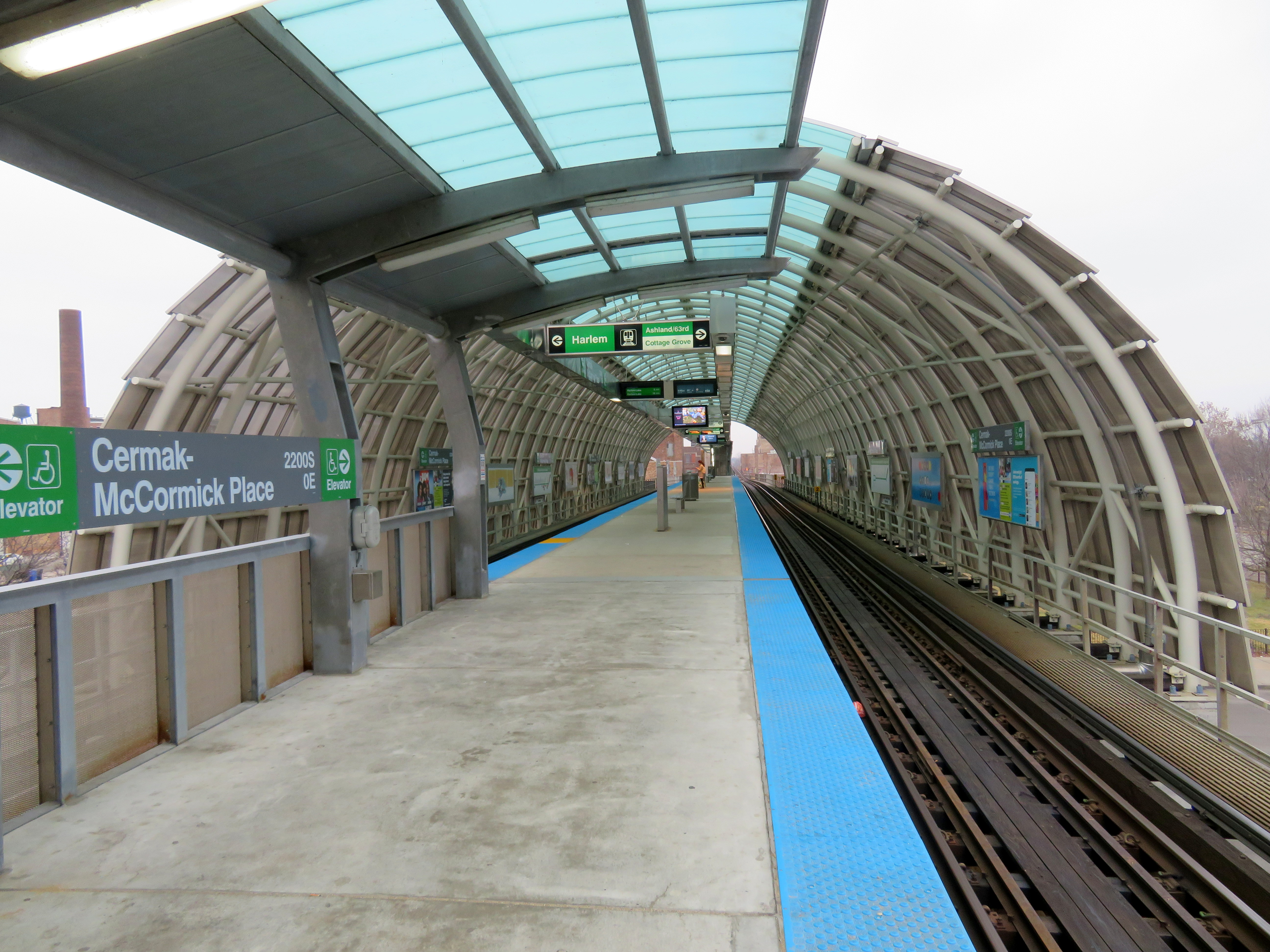
芝加哥地鐵綠線（CTA Green Line）舍麥–麥考密克展覽中心站（Cermak–McCormick Place Station），攝於2018年12月。

雖然其建築結構是以鋼鐵及混凝土所建成並相信具有良好的防火及抗火災能力，可是於1967年1月16日發生的一場大火依然摧毀了展覽中心。 在大火發生時，展覽場內正擺放著一些高度易燃的展覽品，而同時附近的消防栓正處於關閉狀態，再加上起火的主展覽場內並無裝有任何自動灑水系統，使火勢迅速漫延。大火最終導致一名場地保安員死亡。 事後來自伊利諾理工學院消防工程學系，後來成為 RJA Group顧問公司之創立人的 Rolf H. Jensen 教授領導了一枝隊伍調查這次火災，從中獲得和汲取了許多經驗和教訓並將之編入至不同的現代樓宇設計標準，以避免同類事件再次發生。
縱使許多人希望新展覽中心能夠興建在新的地點，時任芝加哥市長理查德·约瑟夫·戴利選擇原址重建展覽中心地基。 新的展覽中心由來自 Charles Francis Murphy and Associates，並於之前師承於路德維希·密斯·凡德羅工作室（Mies van der Rohe's office）的建築師 Gene Summers 設計。相比原來偏向白色和較淺的色調，新展覽中心廣泛運用了黑鋼和玻璃。1971年1月3日，新建成的展覽中心（後來被命名為東大樓（East Building），現為湖濱中心（Lakeside Center））正式落成啟用，並配備佔有300,000平方英尺（28,000平方）的主展覽廳。與原有展覽中心一併落成的阿里皇冠劇院（Arie Crown Theater）在1967年的火災中僅受輕微損毀，因此被完全整合到新展覽中心的建築之中。劇院於上城劇院（Uptown Theatre）關閉後成為芝加哥容納最多座位的劇院，並曾於1997年進行翻新以改善其室內音質。

## 擴展建築
1986年落成的展覽中心北座（The North Building）座落於湖濱大道以西，輔以密封的行人天橋與東座（The East Building）連接。相比東座以偏暗色調及較平實的設計，北座以偏淺白色為主色調，結構上其頂部以十二個派龍架輔以72條鋼纜作支撐。大樓的暖通空調被巧妙地融合到大樓的結構之內並使其外觀上營造出帆船的樣貌。整棟北座展覽面積大約佔600,000 sq ft（56,000 m2）。

1997年落成的南座（The South Building）建於前為1973年落成並於1993年拆卸的麥考密克旅館（McCormick Inn）的原址上。新大樓由tvsdesign公司所設計並佔約1,000,000 sq ft（93,000 m2）展覽面積。其落成使相比原有展覽中心的空間增加近一倍，亦令麥考密克展覽中心躍身成為全國面積最大的展覽場地。

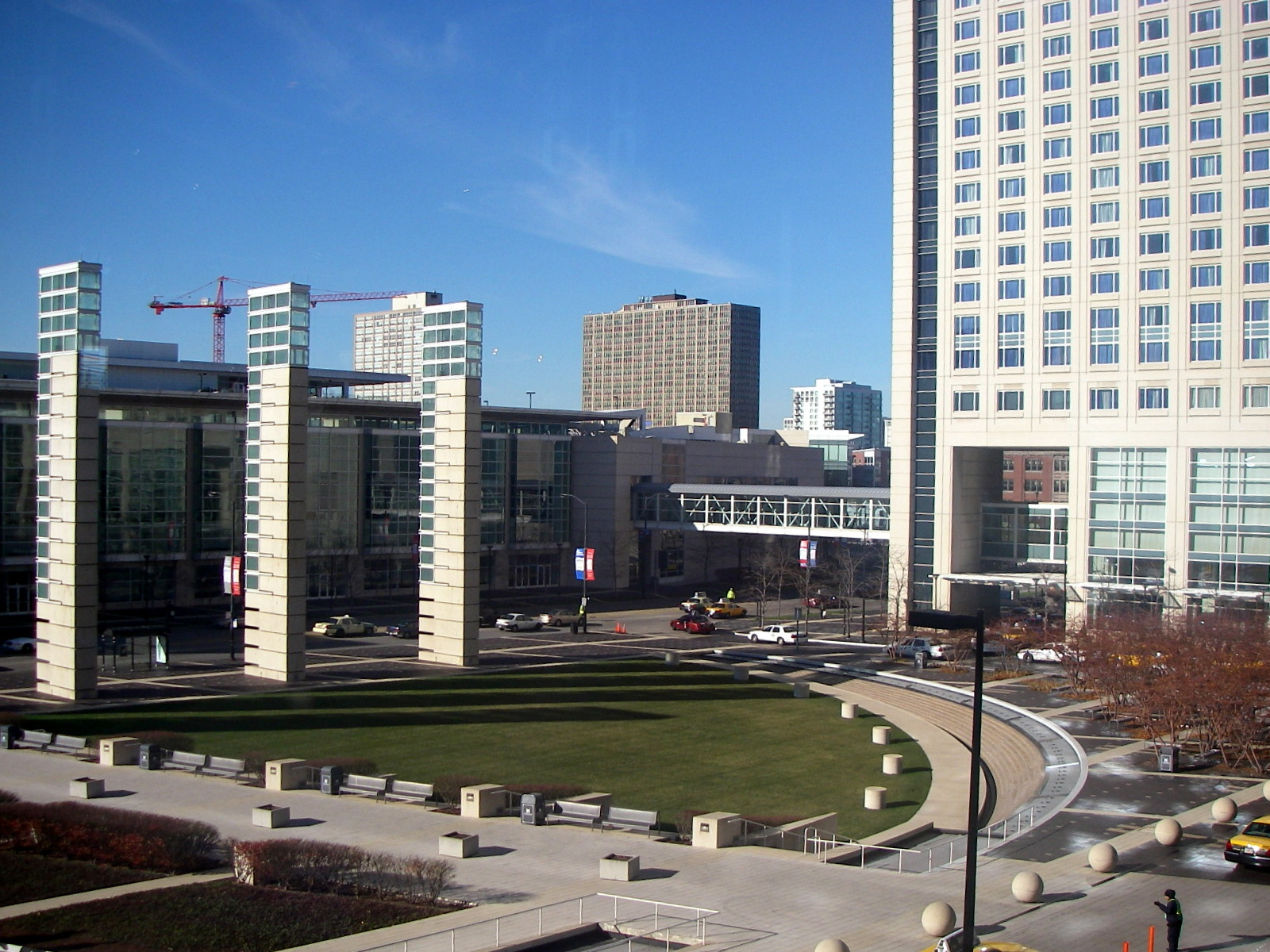
麥考密克廣場（McCormick Square）及其旁邊的西座（West Building）（圖左）和凱悅酒店（Hyatt Regency Hotel）。

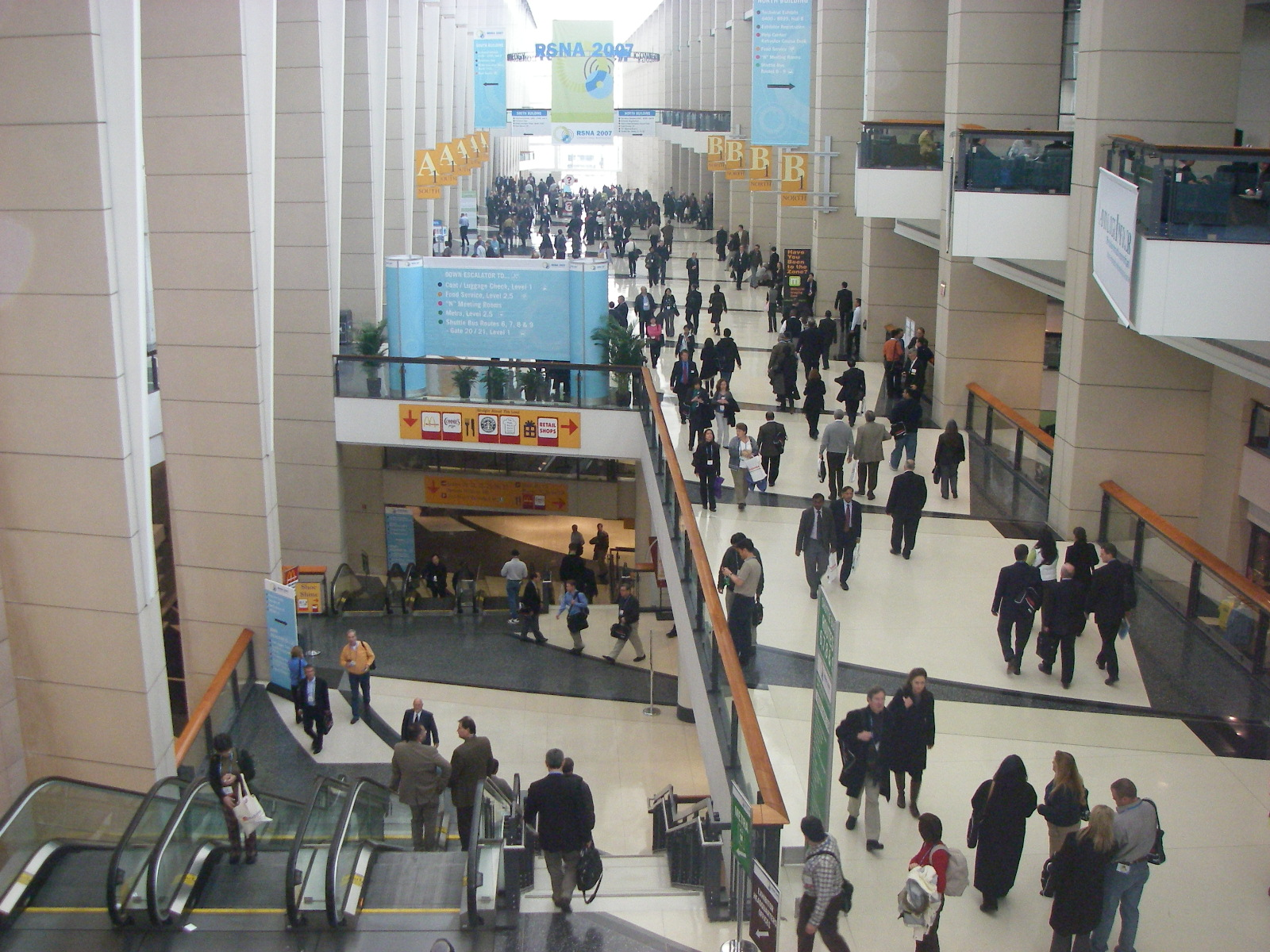
展覽廳大堂向西望。

2007年8月2日，麥考密克展覽再增添一座新建築，即西座（West Building）。西座同樣由tvsdesign公司設計，建築費用由公共資助並總共耗資美元$882 million，而且比原先預定完工日期早8個月落成。西座共佔展覽面積470,000平方英尺（44,000平方），使整個麥考密克展覽中心之展覽面積增至2,670,000平方英尺（248,000平方）。西座同時亦擁有250,000平方英尺（23,000平方）會議空間，包含61間會議室及面積約100,000平方英尺（9,300平方）的舞廳，接近一個美式足球場大小。
2017年10月，麥考密克展覽中心再度擴建並增設溫特魯斯特競技場。

## 公共交通
芝加哥通勤鐵路的電鐵線途經麥考密克展覽中心站。車站設在展覽中心的地庫層。在周末時北印第安納通勤運輸公司南岸線也會加停該站。此外，在展覽中心以西約1/2英哩處亦設有芝加哥地鐵綠線舍麥–麥考密克展覽中心站。芝加哥交通管理局亦有兩條巴士線途徑麥考密克展覽中心。